# Cooperativa La Colmena
La Cooperativa La Colmena és una obra amb elements noucentistes i modernistes de Santa Coloma de Gramenet (Barcelonès) protegida com a Bé Cultural d'Interès Local.

## Descripció
Es tracta d'un edifici entre mitgeres de planta baixa i dues plantes pis, acabat amb coberta plana transitable. La façana del carrer Sant Josep presenta característiques pròpies dels moviments modernista i noucentista. Ha perdut l'aspecte monumental a causa de la reforma de la planta baixa. Destaca el balcó del primer pis amb barana de ferro forjat i la cornisa de coronament amb el símbol de la cooperativa.

## Història
La cooperativa va ser fundada al 1916 i va tenir diverses seus al llarg del temps fins a la construcció d'aquest edifici. La cooperativa la Colmena s'inscriu dins el moviment cooperativista que es va perdre amb l'arribada del franquisme.